# Катарина Т. Карађорђевић
Катарина де Силва (рођена као Катарина Карађорђевић; Лондон, 28. новембар 1959) је ћерка принца Томислава и принцезе Маргарите од Бадена.
Катарина се удала 5. децембра 1987. године за славног британског адвоката сер Дезмонда де Силву и имају ћерку Викторију (енгл. Victoria Marie Esme Margarita de Silva), рођену 6. септембра 1991. године. Развели су се 6. маја 2010. године.

## Титуле, признања и одликовања
- 28. новембар 1959- : Њено Височанство кнегиња Катарина Т. Карађорђевић од Југославије и Србије
- 5. децембар 1987-6. мај 2010 : Њено Височанство кнегиња Катарина Т. Карађорђевић, леди де Силва
- 6. мај 2010- : Њено Височанство кнегиња Катарина Т. Карађорђевић, од Југославије и Србије
  - титулу кнегиње носи према породичном правилнику краљевског дома из 1930. године

## Одликовања
- Велики крст Орден Светог Саве
- Велики крст за даме Краљевски орден Франциса I Краљевска кућа Бурбон-Две Сицилије
- Велики крст за даме Орден круне Краљевска кућа Руанде

## Породица

### Родитељи
| име                | слика | датум рођења     | датум смрти      |
| ------------------ | ----- | ---------------- | ---------------- |
| Принц Томислав     |       | 19. јануар 1928. | 12. јул 2000.    |
| Принцеза Маргарита |       | 14. јул 1932.    | 15. јануар 2013. |

### Супружник
| име              | слика | датум рођења       |
| ---------------- | ----- | ------------------ |
| Дезмонд де Силва |       | 13. децембар 1939. |

- брак разведен 6. маја 2010.

### Деца
| име                | слика | датум рођења       | супружник  |
| ------------------ | ----- | ------------------ | ---------- |
| Викторија де Силва |       | 6. септембар 1991. | није удата |